# Thusnelda (Vorname)
Thusnelda ist ein weiblicher Vorname.

## Herkunft und Bedeutung
Die genaue Herkunft und Bedeutung des Namens ist unklar.
Eine mögliche Deutung ist eine Zusammensetzung aus dem germanischen *þūs (Kraft) und dem althochdeutschen snel (schnell, tapfer).
Der Namensforscher Ferdinand Khull vermutet, unter Berufung auf Jacob Grimm, dass sich der Name von Thursinhilda ableitet und damit auf die Wörter thurs (von unmäßiger Gier erfüllt; Riese) und hiltja (Kampf, Schlacht) zurückgeht.

## Verbreitung
War der Name Thusnelda im 19. Jahrhundert noch positiv besetzt, erfolgte im 20. Jahrhundert eine Umdeutung. Mitverantwortlich hierfür dürfte Heinrich von Kleists Drama Hermannsschlacht sein, welche als Schullektüre etlicher Generationen fungierte.
Aus dem Namen wurde eine Bezeichnung für nervige Ehefrauen und weibliche Dienstboten. Es entstanden das Kosewort Tusschen und schließlich Tussi oder Tusse als Schimpfwort für Frauen bzw. als Klischee eines oberflächlichen und eitlen „Dummchens“.

## Namensträgerinnen
- Thusnelda (* um 10 v. Chr.; † nach 17), Tochter des Cheruskerfürsten Segestes und die Gemahlin des Cheruskerfürsten Arminius.
- Thusnelda Henning-Hermann (1877–1965), österreichische Dichterin
- Thusnelda Kühl (1872–1935), deutsche Schriftstellerin
- Thusnelda Lang-Brumann (1880–1953), deutsche Lehrerin und Politikerin
- Thusnelda von Saldern (1837–1910), deutsche Diakonisse und Schriftstellerin